# Alterazione (musica)
Nella notazione musicale, un'alterazione o accidente è un simbolo che, anteposto ad una nota sul pentagramma o scritto nell'armatura di chiave, ne modifica l'altezza.

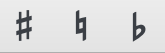
Le alterazioni

## Classificazione
Si dividono in alterazioni ascendenti e discendenti:
- delle alterazioni ascendenti fanno parte il  diesis (♯) e il doppio diesis (𝄪), che sono utilizzati per contrassegnare un innalzamento rispettivamente di 1 e 2 semitoni cromatici rispetto al suono naturale;
- delle alterazioni discendenti fanno parte il bemolle (♭) e il doppio bemolle (𝄫), che sono utilizzati per contrassegnare un abbassamento rispettivamente di 1 e 2 semitoni cromatici rispetto al suono naturale;
- il bequadro (♮) è un'alterazione utilizzata per annullare l'effetto di quelle precedenti. Talvolta il segno di bequadro viene raddoppiato nell'annullare una doppia alterazione, anche se tale variante è puramente grafica, poiché  il singolo bequadro annulla qualsiasi alterazione, singola o doppia. La transizione da doppio diesis a diesis singolo o da doppio bemolle a bemolle singolo è comunemente notata con un bequadro seguito rispettivamente da un diesis o bemolle.

## Tipologia
Le alterazioni sono divisibili in altre due categorie, a seconda della durata del loro effetto:
- Alterazioni costanti o in chiave: vengono scritte immediatamente dopo la chiave. Il loro effetto, valido per ogni ottava, perdura per tutto il brano, salvo nuova indicazione (cambiamento di tonalità). Il loro numero permette di stabilire la tonalità del brano.
- Alterazioni transitorie o momentanee: vengono anteposte alla nota. Il loro effetto, ha validità dal punto in cui vengono poste fino alla fine della battuta e valgono solo per la nota alterata nella stessa ottava.

Esistono anche le cosiddette alterazioni di precauzione o di cortesia, a volte scritte tra parentesi: non hanno effetto reale, ma servono a ricordare all'esecutore la giusta altezza della nota nei casi in cui ciò non è facilmente comprensibile leggendo lo spartito. Sono utili in caso di frequenti cambi tra nota alterata e naturale, in prossimità di cambi di tonalità, in situazioni armoniche ambigue o complesse, in caso di notevole distanza tra la prima nota alterata e la successiva all'interno della stessa battuta.

## Rappresentazione grafica
Nella notazione contemporanea, dove spesso le stanghette di battuta non esistono o hanno un significato diverso da quello tradizionale, l'alterazione momentanea si riferisce in linea di massima solo alla nota immediatamente successiva o al gruppo di note uguali ribattute. Si usa inoltre annotare le altezze microtonali (quarti e sesti di tono, note calanti o crescenti) con segni derivati graficamente da quelli tradizionali (come a esempio il monesis o il triesis) o applicando ai segni tradizionali delle frecce rivolte verso l'alto (𝄬, 𝄮, 𝄰) o verso il basso (𝄭, 𝄯, 𝄱) a indicare la direzione dello spostamento microtonale. La legenda in questi casi (assieme all'intuito) è uno strumento molto utile per la decifrazione di questi segni.